# Nigella Lawson
Nigella Lucy Lawson (6 de enero de 1960) es una chef de cocina, presentadora de televisión y periodista británica. Es hija de Nigel Lawson (Barón Lawson de Blaby), exministro de Hacienda británico, y Vanessa Salmon, cuya familia era propietaria del imperio J. Lyons and Co. Después de graduarse en la Universidad de Oxford, Nigella comenzó a trabajar como comentarista de libros y crítica de restaurantes y, en 1986, como vice-editora literaria del The Sunday Times. Entonces comenzó una carrera de periodista freelancer, escribiendo para varios periódicos y revistas. En 1998 editó su primer libro de cocina, How to Eat (o, en una traducción libre, Cómo Comer) que vendió cerca de 300.000 copias y se convirtió en un bestseller. Escribió su segundo libro en 2000, How to be a Domestic Goddess (Cómo Ser Una Diosa Doméstica) y obtuvo el premio "Autor del Año" en los British Book Awards.
En 1999 anima su propia seria de cocina, Nigella Bites, que fue acompañada de otro libro de cocina que también se convirtió en un bestseller. Su programa Nigella Bites ganó un premio del Gremio de Escritores de Alimentos. En 2006 Nigella presenta un nuevo programa en el canal de televisión Food Network, Nigella Feasts, en los Estados Unidos, seguido de la serie de BBC Two Nigella's Christmas Kitchen, en el Reino Unido. Esto condujo a la puesta en marcha de Nigella Express de BBC Two en 2007. Ha lanzado su propia línea de utensilios de cocina, Living Kitchen, con una recaudación estimada de 7 millones de euros, y ha vendido más de 3 millones de libros de cocina en todo el mundo.
Nigella es conocida por su coqueta y sensual manera de presentar. Lawson ha sido llamada la "reina del porno gastronómico". Hay que dejar claro que ella no es una chef profesional, y ha asumido un enfoque claramente relajado, cómodo y familiar a la hora de presentar y escribir.

## Antecedentes
Nigella Lawson nació en Londres, Inglaterra, y es hija de Nigel Lawson, un antiguo miembro del partido Conservador y ex ministro de Hacienda de Margaret Thatcher, y de Vanessa Salmon (1936-1985), cuya familia era la propietaria del imperio J. Lyons and Co. Sus padres son de origen judío.[cita requerida]
Nigella tuvo una infancia movida. Pasó por nueve colegios sin pena ni gloria entre los 9 y 18 años, aunque finalmente consiguió estudiar en Oxford. Fue entonces cuando sus padres anunciaron su divorcio. Durante este tiempo, Lawson tuvo una mala relación con su padre por este motivo y buscó consuelo en la comida, lo cual no fue una mala elección.[cita requerida]
Su madre murió de cáncer de hígado en Westminster, Londres, a la edad de 48 años, cuando Nigella tenía 25 años. Tiempo después vuelve a sufrir otra pérdida: su hermana Thomasina muere de cáncer de mama en 1993.[cita requerida]

## Los primeros trabajos
Lawson comenzó trabajando en el mundo editorial junto al editor Naim Attallah. A los 23, comienza su carrera como periodista después de que Charles Moore le invitara a escribir para The Spectator. Su trabajo inicial en la revista consistió en escribir reseñas de libros; después, en 1985, se convirtió en una crítica de restaurantes. En 1986, con 26 años, pasó a ser directora literaria adjunta de The Sunday Times. Es aquí donde conoció al periodista John Diamond, con quien se casaría años después.
Después de su paso por The Sunday Times, Lawson escribió para The Daily Telegraph, el Evening Standard y The Observer. Además escribió una columna sobre comida para la revista Vogue y una columna sobre maquillaje para la revista Times. También trabajó con Gourmet. y Bon Appétit en los Estados Unidos. En 1995, después de dos semanas de trabajo en la radio, Lawson fue despedida por decir que otra gente hacía sus compras por ella, cosa que la emisora consideró no era compatible con su enfoque de cercanía con sus oyentes.

### Estrellato y fama mundial

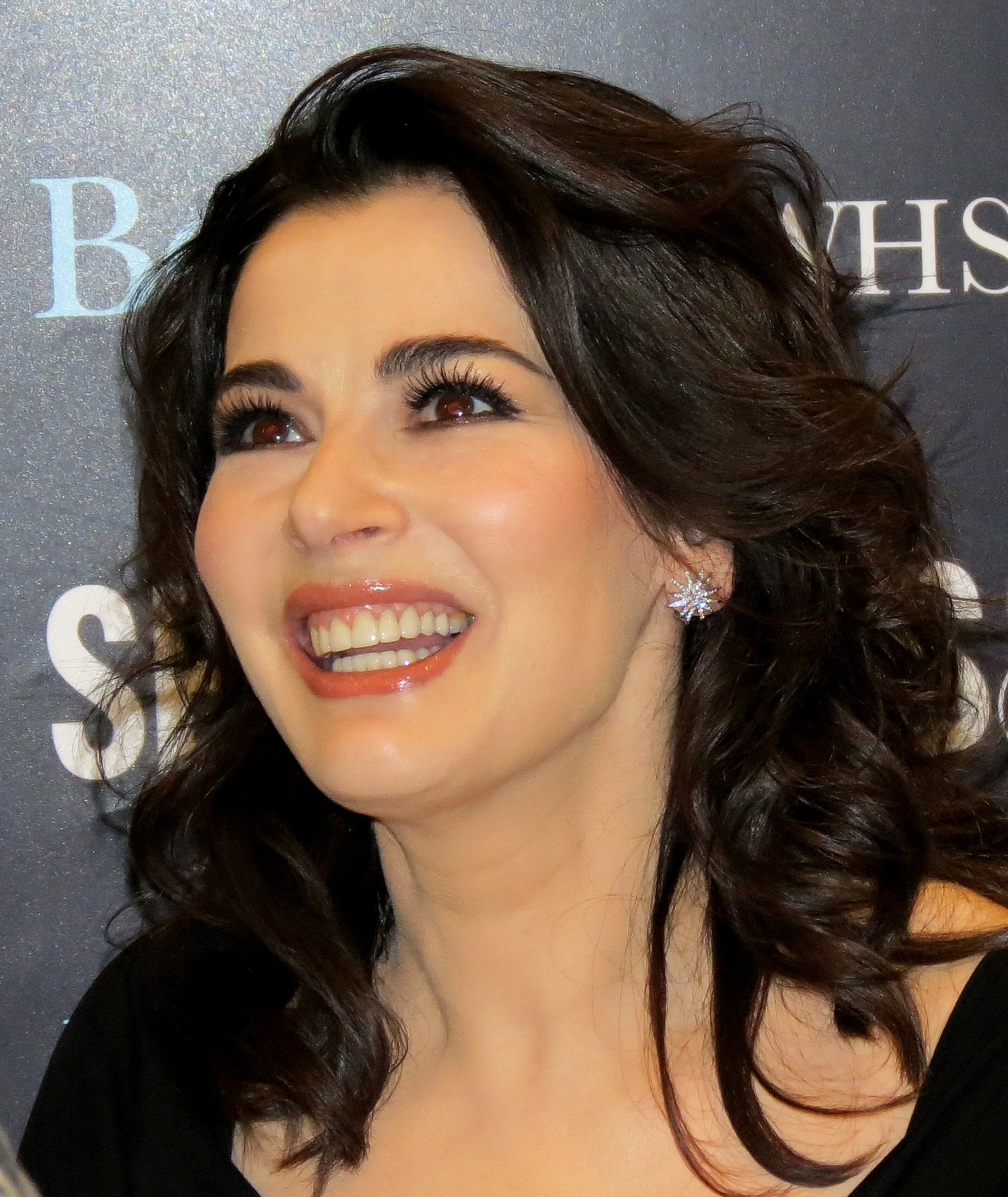
Nigella Lawson en la Tienda Selfridges de Londres, diciembre de 2012

Lawson tenía un sentido establecido sobre la cocina desde su infancia, ya que a su madre le gustaba cocinar. En 1998 lanza su primer libro, How to Eat, donde se centra en ofrecer consejos sobre la preparación y el ahorro de tiempo en la cocina.
Este libro se convirtió en todo un éxito, vendiendo 300.000 copias solo en el Reino Unido y siendo catalogada por The Sunday Telegraph como "la guía culinaria más valiosa publicada esta década ".
En el año 2000 Nigella escribe How to be a Domestic Goddess, que también se convierte en otro éxito de ventas . The Times publica, en relación con el libro: "se define por su enfoque íntimo y sociable. Nigella no se dedica a dar instrucciones como lo haceDelia; ella simplemente hace sugerencias atractivas".
El libro vende 180.000 copias en cuatro meses, siendo un auténtico éxito de ventas y llevándose el premio al Mejor Autor Británico en el año 2001.
Así llega su primer programa de televisión, Nigella Bites en Channel 4, y la llegada de otro libro de recetas.
En 2001  sale a la luz " Nigella Bites" cuyo contenido está sacado de su programa de televisión.
En 2002 se publica " Nigella summer" a través del cual Nigella muestra la comida como el lugar al que escapar.
En 2004 lanza un nuevo libro: Feast: Food that Celebrates Life, que recauda más de 4 millones de libras. También comienza su colaboración en el programa de Ellen DeGeneres.
Es en 2005 cuando comienza un programa televisivo diario llamado Nigella, en el que invita a famosos a su cocina. Debutó con más de 800.000 espectadores, pero tuvo unas críticas muy negativas y perdió más del 40% de espectadores en la primera semana, por lo que fue cancelado.
A partir del 2006 su fama se disparó. Comenzó su andadura en solitario en la televisión estadounidense con Nigella Feasts, convirtiéndose en una auténtica estrella en este país. Además, este programa se exportó a más de 12 países.   
A finales de ese mismo año presentó un programa de tres episodios en la BBC Two titulado Nigella's Christmas Kitchen. El éxito de este programa fue tal que algunos de los productos que utilizó en sus recetas, como la grasa de oca, multiplicaron sus ventas.  
Tras el éxito de Nigella's Christmas Kitchen, en 2007 comenzó una serie de 13 episodios titulada Nigella Express en BBC Two. Con recetas sencillas y rápidas, este programa llegó a ser seguido por más de 4 millones de personas, pero recibió numerosas críticas por lo poco saludable de sus recetas y por el evidente incremento de peso que sufrió Nigella durante su grabación. Como en casos anteriores, Nigella Express coincidió con la publicación de un libro con el mismo nombre, que volvió a ser un éxito de ventas a nivel mundial.
En 2010 Nigella volvió con una serie de 13 episodios llamada Nigella Kitchen, de la cual volvió a surgir un nuevo libro.
En 2012 el corazón gastronómico de Nigella está en Italia, a través de su nuevo libro "Nigellissima" 
En la última serie de Nigella Lawson, Simplemente Nigella, la autora británica nos muestra la cocina como el antídoto perfecto para nuestras ocupadas vidas.

## Imagen y estilo
Aunque Nigella ha disfrutado de una exitosa carrera en la cocina, ella no es una chef profesional y no le gusta que se le denomine como tal. Tampoco se considera una cocinera experta. A lo largo de sus programas de televisión hace hincapié en que ella cocina para su propio placer, para pasarlo bien y porque le es terapéutico. Al decidir qué recetas escribe en sus libros y muestra en sus programas dice: "Si es algo que no deseo seguir comiendo aunque esté llena, entonces no quiero la receta... Tengo que sentir que deseo cocinar el plato de nuevo". 
Lawson es famosa por su actitud coqueta al presentar, aunque ella afirma que "no pretendo ser coqueta .... Yo no tengo el talento de actuar. Es algo íntimo, no coqueto". La percepción por parte del público de su particular manera sensual y erótica de presentar le ha dado el título de "la reina del porno gastronómico". Muchos comentaristas se han referido al gran atractivo de Lawson, siendo nombrada como una de las mujeres más hermosas del mundo. Ha sido calificada como "increíblemente hermosa, cálida, honesta y simpática", además de ser descrita como una persona "con una piel perfecta, dientes perfectos, un cuerpo voluptuoso, altura razonable y una hermosa cabellera ". 
Los medios de comunicación también ha observado la capacidad de Nigella para despertar sentimientos marcados tanto con los espectadores masculinos como con las espectadoras; a raíz de esto, The Guardian escribió: "Los hombres la aman porque quisieran estar con ella. Las mujeres la aman porque quieren ser como ella ".
Lawson además es conocida por sus descripciones poéticas de las comidas e ingredientes, tanto en sus libros como en sus programas de televisión, lo que le ha conllevado diversas imitaciones, burlas y parodias.

## Curiosidades
Su fama y reputación le llevó a ser invitada en el 2003 a cocinar el almuerzo en la vivienda del primer ministro Británico; 10 de Downing Street, durante la visita de George W. Bush a Tony Blair. Incluso la ex primera dama, Laura Bush, se declaró ser "una fan de Nigella" y confesó haber usado una de sus recetas en la cena de inauguración de la presidencia del año anterior.
Lawson fue la inspiración para el director de cine Tim Burton para su personaje de la Reina Blanca en su película Alicia en el país de las maravillas (2010), según confesó él mismo.

## Vida personal

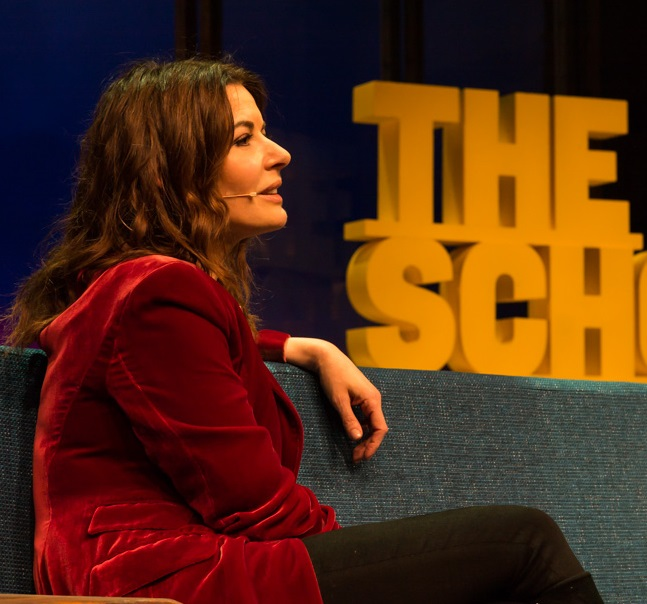
Nigella Lawson en The School of Life en Amsterdam, 2017.

Nigella tiene dos hijos de su primer matrimonio con el periodista John Diamond: Cosima Thomasina y Bruno Paul. John Diamond murió de cáncer de garganta en marzo de 2001. La vida de Nigella ha tenido fuertes contrastes y ella expresa que "hay que disfrutar mientras se pueda". Su lema es:"Conseguir el máximo placer con el mínimo esfuerzo". Después de la muerte de su primer marido, rehace su vida sentimental casándose en el 2003 con Charles Saatchi, de más de 60 años, el magnate de la publicidad y coleccionista de arte, que junto con su hermano es dueño de la firma de publicidad Saatchi&Saatchi .

## Premios
- 2000: British Book Award – Autora del Año por How to be a Domestic Goddess
- 2001: WH Smith Book Award — How To Be A Domestic Goddess Finalista de Lifestyle Libro del Año
- 2001: Guild of Food Writers – Programa de Televisión del Año para Nigella Bites
- 2001: World Food Media Award – Gold Ladle (Cucharón de Oro) para el Mejor Programa de Cocina Nigella Bites
- 2002: WH Smith Book Awards – Lifestyle Libro del Año para Nigella Bites
- 2007: World Food Media Award – Gold Ladle (Cucharón de Oro) para el Mejor Programa de Cocina Nigella's Christmas Kitchen

## Obras publicadas
- How to Eat: Pleasures and Principles of Good Food, Chatto and Windus, John Wiley & Sons, (ISBN 0-471-25750-8, 1998)
- How to Be a Domestic Goddess: Baking and the Art of Comfort Cooking, Chatto and Windus, (ISBN 0-7011-6888-9, 2000)
- Nigella Bites, Chatto and Windus, (ISBN 0-7011-7287-8, 2001)
- Forever Summer with Nigella, Chatto and Windus, (ISBN 0-7011-7381-5, 2002)
- Feast: Food to Celebrate Life, Chatto and Windus, (ISBN 0-7011-7521-4, 2004) or Hyperion (ISBN 1-4013-0136-3, 2004)
- Nigella Lawson, A Biography, Gilly Smith (ISBN 1-56980-299-8, 2006)
- Nigella Express, Chatto and Windus, (ISBN 0-7011-8184-2, 2007)
- Nigella Christmas, Chatto and Windus (ISBN 0-7011-8322-5, 2008)
- Kitchen: Recipes from the Heart of the Home, Chatto and Windus (ISBN 0-7011-8460-4, 2010)